# Rassemblement du peuple de Guinée
Le Rassemblement du peuple de Guinée (RPG) est un parti politique guinéen membre de l'Internationale socialiste et de l'Alliance progressiste. Il est dirigé par Alpha Condé.

## Historique
Alpha Condé cofonde en 1977 le Mouvement national démocratique (MND) avec notamment Alfa Ibrahima Sow et Bayo Khalifa.
Le MND devient d’abord Unité, Justice Patrie (UJP) en 1987, puis le Rassemblement des patriotes guinéens en 1988. Il est ensuite légalisé en 1992 sous le nom de Rassemblement du peuple de Guinée (RPG).
Le 22 mars 2012, le RPG fusionne avec 44 autres partis pour former le RPG-Arc-en-ciel.
Le 31 mars 2022, le parti installe Ibrahima Kassory Fofana en tant que président du conseil exécutif provisoire en remplacement d'Alpha Condé.
En mars 2025, le RPG est suspendu pendant 3 mois par le Comité national du rassemblement pour le développement, la junte au pouvoir. En mai, certains membres dirigeants du RPG déclarent soutenir une future candidature présidentielle du général Mamadi Doumbouya, le chef de la junte, et que le parti soutiendra celle-ci. Sékou Condé, secrétaire permanent du parti, est arrêté alors qu'il allait contester cette déclaration.

### Historique des présidents
| N° | Nom et prénoms          | Début        | Fin          |
| -- | ----------------------- | ------------ | ------------ |
| 1  | Alpha Condé             | avril 1992   | 31 mars 2022 |
| -  | Ibrahima Kassory Fofana | 31 mars 2022 | En cours     |